# Valkýra z Hårby

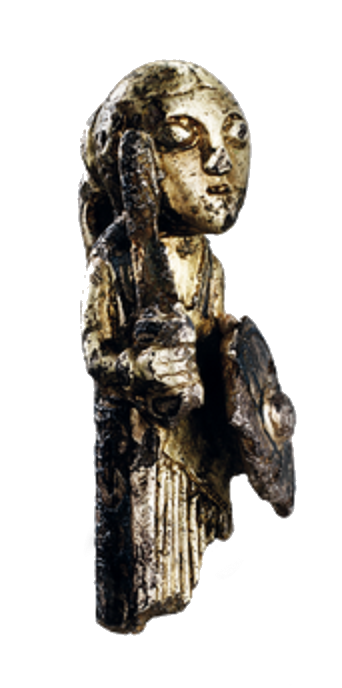
Figurka valkýry z Hårby

Valkýra z Hårby je malá figurka nalezená amatérským archeologem poblíž vesnice Hårby na dánském ostrově Fyn v roce 2012. Nyní se nachází v Národním muzeu v Dánsku.

## Nález a datace
Figurka se podobá podobným nálezů datovaným do období okolo roku 800 a archeologové předpokládají, že ze stejné vikingské éry pochází  tato soška. V Hårby bylo nalezeno mnoho předmětů z doby železné a z počátku vikingské éry včetně zlaté tyče, stříbrných mincí a bronzových ornamentů. Archeologické vykopávky odhalily v této oblasti několik kůlových domů, které sloužily jako dílny. Archeologové předpokládají, že tato figurka valkýry byla vyrobena v jedné z těchto dílen.

## Popis
Figurka vysoká 34 mm je vyrobena z pozlaceného stříbra. Zdobena je niellem, aby některé její části vypadaly černé. Soška zobrazuje ženu oblečenou do dlouhé vzorované sukně. Její oči jsou výrazně ohraničené. Vlasy má žena svázané do culíku. V pravé ruce drží meč a v levé kulatý štít s výrazným středem.

## Identita osoby
Archeologové interpretovali nález jako valkýru. Ty přiváděly v severské mytologii padlé válečníky do Valhally. Od jiných šperků pocházejících z 9. století zobrazujících valkýry se tento nález odlišuje tím, že jde o trojrozměrnou figurku. Jiní autoři ji považují za severskou štítonošku, bohyni Freyu nebo mytologickou obryni.